# Eusebi Estada
Eusebi Estada i Sureda, span. Eusebio Estada y Sureda, (* 1843 in Palma; † 19. November 1917 ebenda) war ein spanischer Bauingenieur. In der zweiten Hälfte des 19. Jahrhunderts hatte er maßgeblichen Einfluss auf den Ausbau der  Verkehrswege auf der Baleareninsel Mallorca.

## Wirken
Nach dem Ingenieurs-Studium in Madrid kehrte Eusebi Estada 1868 nach Mallorca zurück. 1888 übernahm er das Amt des Chefingenieurs für Öffentliche Bauten der Balearen, das er bis 1907 innehatte. Diese Position sowie seine umfangreiche planerische und publizistische Tätigkeit machten ihn zu einer der einflussreichsten Persönlichkeiten beim infrastrukturellen Auf- und Ausbau Mallorcas in den Jahrzehnten vor dem Ersten Weltkrieg. Hervorzuheben ist sein Beitrag zum Aufbau eines mallorquinischen Eisenbahnnetzes und zum Abriss der Stadtmauern von Palma. Darüber hinaus betreute er die Umsetzung älterer Planungen zum Straßenbau und zur Errichtung von Leuchttürmen.
Nach dem Scheitern mehrerer Vorgängerprojekte zur Errichtung einer Eisenbahnlinie auf Mallorca legte Eusebi Estada 1871 seine Studien über die wirtschaftliche Möglichkeit, einen Schienenweg von Palma nach Inca einzurichten vor. Darin propagierte er die Errichtung von Eisenbahnlinien in Abhängigkeit von ihrer ökonomischen Rentabilität sowie den Bau einer Schmalspurbahn zwischen Palma und Inca, die ausschließlich mit mallorquinischem Kapital zu finanzieren sei. Zur Umsetzung des Plans wurde im Juni 1872 die erste mallorquinische Eisenbahngesellschaft, die Sociedad del Ferrocarril de Mallorca, gegründet. Die Erweiterung des Liniennetzes erfolgte durch die Nachfolgegesellschaft Ferrocarriles de Mallorca, wobei Estada weiter als leitender Ingenieur für Planung und Bau der Linien fungierte.
In seinem Werk Die Stadt Palma. Ihr Gewerbe, ihre Befestigungsanlagen, ihre sanitären Bedingungen und ihre Erweiterung, mit einem Anhang über die Bedingungen, die Wohnhäuser vereinen müssen, um zuträglich zu sein von 1885 analysierte Eusebi Estada die Lebensbedingungen in Palma und machte Vorschläge zu ihrer Verbesserung. Seine wichtigste Forderung war der Abriss der Stadtbefestigung, die militärisch unbedeutend geworden sei und der weiteren Entwicklung Palmas im Wege stehen würde. Das Buch war der entscheidende Impuls zur Wiederbelebung älterer Diskussionen um den Abriss der Befestigungsanlagen und eine planmäßige Stadterweiterung. Sieger einer 1897 durchgeführten Ausschreibung des Stadtrats zu einem Projekt für die Stadterweiterung Palmas wurde ein Entwurf des Bauingenieurs Bernardo Calvet y Girona. Möglicherweise ist Estada Mitautor des unterlegenen einzigen Konkurrenzentwurfs gewesen.
In seinem Amt als Chefingenieur für Öffentliche Bauten war Eusebi Estada für die Umsetzung bereits existierender Planungen verantwortlich, so des balearischen Straßenbauplans Plan General de Carreteras de Baleares von 1849 und des staatlichen Plans zur Errichtung von maritimen Leuchtsignalen Plan General para el Alumbrado Marítimo de las Costas y Puertos de España e Islas Adyacentes von 1847. Deshalb wurden unter seiner Leitung zahlreiche Verkehrswege und Leuchttürme auf den balearischen Hauptinseln ausgebaut bzw. neu errichtet. Eigene Entwürfe auf Mallorca waren etwa die Landstraße von Inca nach Lluc (1888–1893) sowie die Leuchttürme Punta de l’Avançada bei Pollença und Tramontana auf der Insel Dragonera. Während seiner Amtszeit verfasste Estada auch einen Plan zur städtischen Wasserver- und Abwasserentsorgung von Palma. Dieses Projekt wurde jedoch nicht mehr zu seinen Lebzeiten verwirklicht.
1880 entwarf und leitete Estada den Neubau des Mühlen-Unternehmens Harinera Mallorquina (auch Harinera Balear) in der Stadt Marratxí (Industriegebiet Pont d’Inca). Mit sieben Stockwerken war der Industriebau im 19. Jahrhundert das höchste Gebäude auf Mallorca. Es hatte 365 Fenster, entsprechend der Zahl der Tage eines Jahres. 1915 wurde das Gebäude durch eine Staubexplosion und Brand zerstört, der Schornstein blieb erhalten.
Eusebi Estaba verstarb im Alter von 74 Jahren in seinem Stadthaus.

## Ehrungen

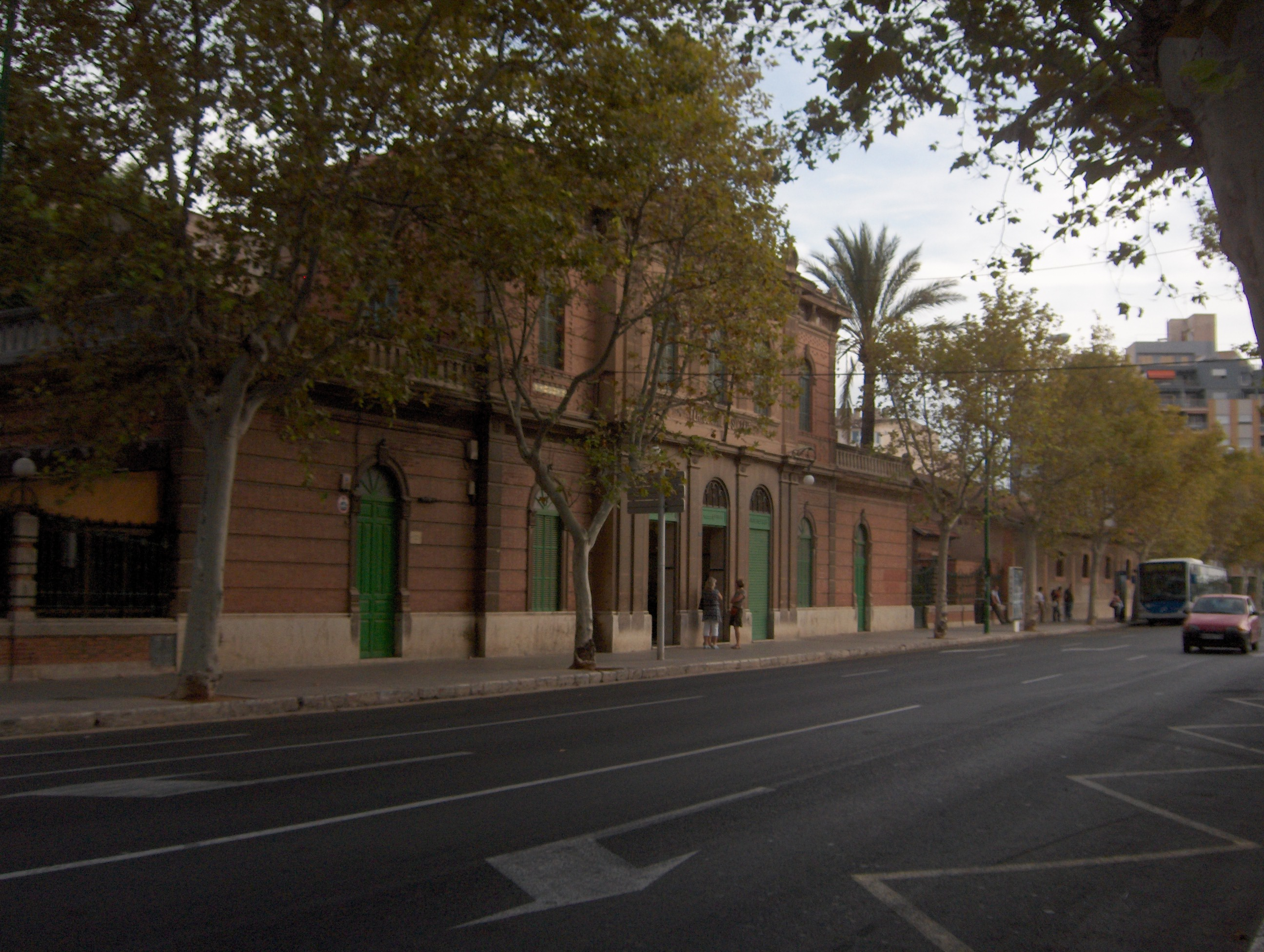
Calle Eusebio Estada auf Palma

1902 wurde Estada zum Ehrenbürger (Hijo Ilustre – wörtl.: Berühmter Sohn) von Palma ernannt.
Der wichtigste Platz Palmas hieß nach seiner Errichtung ab 1914 zunächst Plaza de Eusebio Estada. Die Umbenennung in Plaza de España erfolgte am 30. Oktober 1936 durch die neuen, franquistischen Machthaber. Parallel dazu wurde die bisherige Calle de Formentor in Calle de Eusebio Estada (kat.: Carrer d’Eusebi Estada) umbenannt. Beide Umbenennungen haben bis heute Bestand.

## Schriften
Alle Titel sind unter der spanischen Version des Autorennamens erschienen.
- Estudios sobre la posibilidad económica de establecer un camino de hierro de Palma a Inca (1871).
- Obras públicas de las Baleares durante el año 1872 (1872).
- Breves consideraciones sobre abastecimientos de agua (1878).
- La ciudad de Palma. Su industria, sus fortificaciones, sus condiciones sanitarias y su ensanche, Palma de Mallorca 1885; zweite, überarbeitete Ausgabe: Palma de Mallorca 1892 (diese im Reprint: Lleonard Muntaner, Palma de Mallorca 2003, ISBN 84-95360-75-6).
- Las construcciones primitivas de las islas Baleares (1885).
- Condiciones que deben reunir las viviendas para que sean salubres (1886).
- Historia y descripción de las obras de abastecimiento de Aguas de Manchester por John Frederic La Torre Bateman, artículos publicados en los Anales de la Construcción y de la Industria (1888).
- La casa antigua de Palma de Mallorca llamada de los Bonaparte (1888).
- Discurso leído por el Presidente de dicha sección D. Eusebio Estada en la noche del 17 de diciembre de 1889 al inaugurar la discusión del tema...sobre la reforma urbana y sanitaria de la Ciudad de Palma (1890).
- Mr James Nasmyth y la invención del martinete de vapor (1890).
- Recordemos el pasado, pensemos en el porvenir (1902).
- La reforma sanitaria de Palma (1905).
- Contribución al estudio del abastecimiento de aguas potables de la Ciudad de Palma. Resumen de los trabajos efectuados por acuerdo de la comisión especial del Exmo. Ayuntamiento (1912).